# Stanley Stadium
Stanley Stadium – domowa arena reprezentacji Falklandów w piłce nożnej, znajdująca się w Stanley, stolicy Falklandów. Mieści 1000 osób.